# اتصالات الأجهزة المحمولة

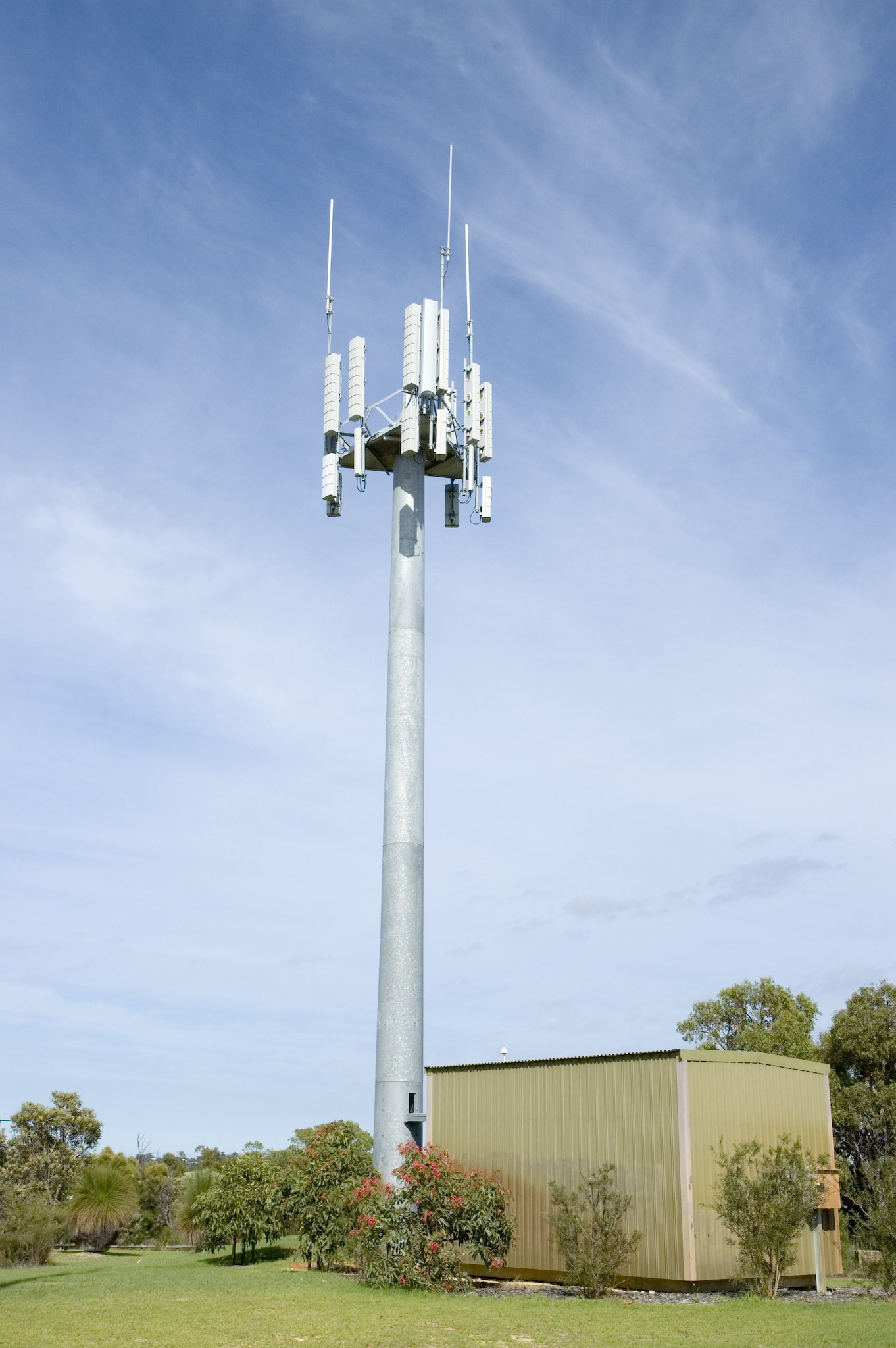
Mobile phone tower

 الاتصالات المحمولة هو توفير الاتصال عن بعد إلى الهواتف المحمولة والتي قد تؤمن التنقل بحرية بدلا من البقاء في مكان واحد هاتف ثابت. الهواتف النقالة توفر الاتصال إلى الشبكة الخلوية الأرضية من محطة قاعدة وموقع خلوي، الهواتف الفضائية تسهل الاتصال عن طريق سواتل. تدور حول الأرض كلتا الشبكتين تبقى مترابطتين إلى الشبكة العامة لتحويل الهاتف للسماح لأي هاتف في العالم الاتصال بها.
طالع أيضاً قائمة الدول حسب عدد الهواتف المحمولة.

## التاريخ
وفقا لمذكرات داخلية، ناقشت هيئة التليفون والتلغراف الأمريكي إي تي أند تي تطوير الهاتف اللاسلكي في عام 1915، ولكن الخوف من أن نشر هذه التكنولوجيا يمكن أن يقوض احتكارها للخدمة السلكية في الولايات المتحدة
وأدخلت أنظمة الهاتف النقال العامة لأول مرة في السنوات التي تلت الحرب العالمية الثانية، والاستفادة من التكنولوجيا المتقدمة قبل وخلال الصراع. افتتح أول نظام في سانت لويس، ميسوري، الولايات المتحدة الأمريكية في عام 1946، بينما البلدان الأخرى المتبعة في العقود اللاحقة. أدخلت المملكة المتحدة 'النظام 1' خدماتها اللاسلكي اليدوي كما في جنوب لانكشاير راديو خدمة الهاتف في عام 1958. صدرت دعوات من قبل المشغل باستخدام الهواتف مماثلة لأجهزة الهاتف العادية. كان الهاتف في حد ذاته صندوق كبير يقع في بوت (الكابلات) من المركبة التي تحتوي على الصمامات وغيرها من المكونات الإلكترونية الأولية. على الرغم من أنه تم تمديد خدمة دليل مرتفعة ("نظام 3 ') لتغطية معظم المملكة المتحدة، نظام الأتمتة لم يصل حتى عام 1981 مع نظام 4. على الرغم من أن هذه الخدمة غير الخلوية، كانت تستند إلى التكنولوجيا الألمانية B-NETZ ، وقد توسعت بسرعة في جميع أنحاء المملكة المتحدة بين عامي 1982 و 1985، واستمرت في التشغيل لعدة سنوات قبل أن تغلق أخيرا في اسكتلندا، تم تجاوز ذلك من خلال إدخال في يناير 1985 اثنين من الأنظمة الخلوية - 'Cellnet' سيلنت خدمة بريتيش تيليكوم / سيكيوريكور / ميليكوم / باركليز 'فودافون' (من صوت + بيانات + الهاتف). واستندت هذه الأنظمة الخلوية إلى خدمة الهاتف النقال المتقدمة في الولايات المتحدة (الامبير) والتكنولوجيا، والتكنولوجيا تعديل اختياره نظام الدخول الاتصالات الإجمالي (TACS).
في عام 1947 كانت بيل لابس أول من اقترح الشبكة الهاتفية الخلوية اللاسلكية. كان الابتكار الرئيسي تطوير شبكة من المواقع الخلوية الصغيرة المتداخلة تدعمها البنية التحتية لتبديل الاتصال التي تتعقب المستخدمين كلما تحركوا من خلال الشبكة وتمر مكالماتهم من موقع إلى آخر من دون التخلي عن الاتصال. في عام 1956 في MTA أطلق النظام في السويد. واجهت الجهود المبكرة لتطوير الهواتف النقالة اثنين من التحديات الكبيرة: السماح لعدد كبير من المتصلين لاستخدام الترددات القليلة المتاحة نسبيا في وقت واحد ويسمح للمستخدمين للانتقال بسلاسة من منطقة إلى أخرى دون الحاجة لقطع اتصالهم. تم حل هاتين المشكلتين من قبل مختبرات بيل الموظف عاموس جويل الذي، في عام 1970 تقدم بطلب للحصول على براءة اختراع لنظام الاتصالات المتنقلة.,
ومع ذلك، فإن شركة استشارات الأعمال تحسب السوق الأمريكي بأكمله للهواتف النقالة بما يقارب 100,000 وحدة وفي جميع أنحاء العالم والسوق بأكمله بما لا يزيد عن 200,000 وحدة على أساس سهولة الحصول على الهواتف المدفوعة وارتفاع تكلفة بناء أبراج الخليوي. نتيجة لذلك، خلصت مختبرات بيل إلى أن الاختراع ستكون حصيلته «ضئيلة أو معدومة من ذلك،» مما يؤدي على عدم محاولة تسويق الاختراع. اختراع رفع من قدر جول في قاعة المشاهير الوطنية للمخترعين في عام 2008. تم إجراء أول مكالمة على الهاتف المحمول اليدوي في 3 أبريل 1973 من قبل مارتن كوبر، ثم موتورولا إلى الرقم المعاكس له في مختبرات بيل الذين كانوا في سباق أيضا أن يكونوا أول من يذهب مختبرات بيل إلى تثبيت أول محاولة لشبكة خلوية في شيكاغو في عام 1978. تم ترخيص محاولة تنصيب هذا النظام من قبل لجنة الاتصالات الفدرالية FCC إلى ATT للاستخدام التجاري في عام 1982، وكجزء من ترتيبات سحب الإستثمار أو التفكيك ل ATT، تم توزيع AMPS technology أو منصة تقنية إدارة الأصول لشركات الاتصالات المحلية. فتح النظام التجاري الأول في شيكاغو في أكتوبر 1983. نظام قد صمم من قبل شركة موتورولا يعمل أيضا في منطقة واشنطن العاصمة / بالتيمور من صيف عام 1982، وأصبحت الخدمة العامة في وقت لاحق كاملة في العام التالي. تم إطلاق أول خدمة الهاتف اللاسلكي التجاري لليابان من قبل إن تي تي في 1978.
أول خدمة أوتوماتيكية بالكامل الجيل الأول لنظام الهاتف الخلوي كان النظام الشمال الهاتف المحمول (NMT)، وأطلقت في وقت واحد في عام 1981 في الدنمارك وفنلندا والنرويج والسويد. كان NMT أول شبكة للهاتف المحمول يضم التجوال الدولى. المهندس الكهربائي السويدية أوستن مكتاللو الذي عمل على هذه الرؤية في عام 1966، ويعتبر والد نظام NMT وبعض النظر إليه أيضا والد الهاتف الخليوي.

### الجيل الثاني
شجع ظهور التكنولوجيا الخلوية البلدان الأوروبية على التعاون في تطوير التكنولوجيا الخلوية في عموم أوروبا لمنافسة تلك التكنولوجيات في الولايات المتحدة واليابان. أدى هذا إلى بزوغ النظام النظام العالمي للإتصالات المتنقلة بالاحرف الأولى في الأصل من Groupe Spécial Mobile الذي شحن بالمهام والمواصفات والتنمية ولكن حديثا أطلق عليه «النظام العالمي للاتصالات المتنقلة». المعيار GSM قد انتشر في نهاية المطاف خارج أوروبا والآن في تكنولوجيا الهواتف الخلوية الأكثر استخداما على نطاق واسع في العالم، والمعيار الفعلي. التآلف الصناعى GSMA، يمثل الآن 219 دولة ونحو 800 من مشغلي شبكات الهواتف النقالة. ويقدر الآن أن يكون هناك أكثر من 5 مليارات من اشتراكات الهاتف وفقا ل «قائمة الدول حسب عدد الهواتف النقالة قيد الإستخدام» (على الرغم من أن بعض المستخدمين لديهم اشتراكات متعددة، أو اشتراكات غير نشطة)، الأمر الذي يجعل أيضا الهاتف المحمول أكثر التكنولوجيات التي تنتشر على نطاق واسع، والأجهزة الإلكترونية الأكثر شيوعا في العالم.
أول هاتف محمول لتمكين الاتصال بالإنترنت والبريد الإلكتروني اللاسلكي، كان نوكيا كومنيكاتور، الذي صدر في عام 1996، وقد أنشئت فئة جديدة من الأجهزة متعددة الاستخدامات أطلق عليها اسم الهواتف الذكية. في عام 1999 تم إطلاق أول خدمة الإنترنت عبر الهاتف النقال من قبل إن تي تي دوكومو في اليابان تحت خدمة I-مود. بحلول عام 2007 كان هناك أكثر من 798 مليونا من الناس في جميع أنحاء العالم يتاح لهم الوصول إلى خدمات الإنترنت أو إنترنت متحرك يعادل مثل ال WAP و i-مود على الأقل في بعض الأحيان أمكن للناس استخدام الهاتف المحمول بدلا من جهاز كمبيوتر شخصي.

### الجيل الثالث[15]
أدّى النجاح الكبير لأنظمة الجيل الثاني إلى الرغبة في تصميم نظام عالمي موحد للاتصالات بدلاً من مجموعة الانظمة المختلفة في الجيل الثاني، لذلك تم تشكيل هيئة في أوروبا باسم 3GPP كانت نتيجتها نظام UMTS الأشهر والأكثر انتشاراً حالياً، إضافة لهيئة أخرى في أمريكا 3GPP2 أنتجت نظام CDMA2000 إلا أنّ الأخير لم يلق نجاحاً كون الجيل الرابع اللاحق قد انطلق بشكل أساسي في تطويره وتنفيذه على نظام UMTS بعد أن ضغطت الهيئات الأوروبية والآسيوية باتجاه ذلك.
في نظام UMTS تمّ دمج التقنيات الأهمّ لمجموعة أنظمة الجيل الثاني واعتمد تقسيم الرمز عريض الحزمة WCDMA Wideband كتقنية أساسية للنفاذ المتعدد مع توسعتها بتقسيم التردد والزمن لزيادة سعة الشبكة.
أدّى تطوير الجيل الثالث 3G في عدة إصدارات 5-6-7 إلى تقديم تقنية HSPA و +HSPA اللتين تقدمان سرعات أعلى وتم استخدام الاسمين 3.5G و 3.75G للتسويق لهذه التحسينات لتزداد السرعة من 2Mbps إلى 14Mbps وصولاً إلى 56Mbps نظرياً.

### الجيل الرابع[15]
استمرّ العمل بغية تطوير نظام موحّد بشكل كلّي قادر على تحقيق سرعات أعلى وتوفير خدمات أكثر تقدّماً، فأوصت 3GPP في العام 2008 بمتطلبات الإصدار الثامن Release8 من أنظمة الهاتف المحمول وباعتماد تقنية ثورية جديدة وهي OFDM Orthogonal Frequency-Division Multiplexing أي النفاذ بتقسيم الحوامل الترددية المتعامدة.
سمّي هذا النظام بـ LTE Long Term Evolution أي التطوّر طويل الأمد للدلالة على أنّ تطوير الجيل الرابع سيستمرّ طويلاً لتحقيق سرعات تبدأ من 300Mbps مروراً بـ 1Gbps في الإصدار العاشرة Release10 والذي سمّي LTE Advanced وصولاً إلى 3.3Gbps في التوصيات المبدأية التي أصدرتها 3GPP حديثاً في أيلول 2015 ضمن الإصدار الثالث عشر Release13.

## الأنظمة الخلوية

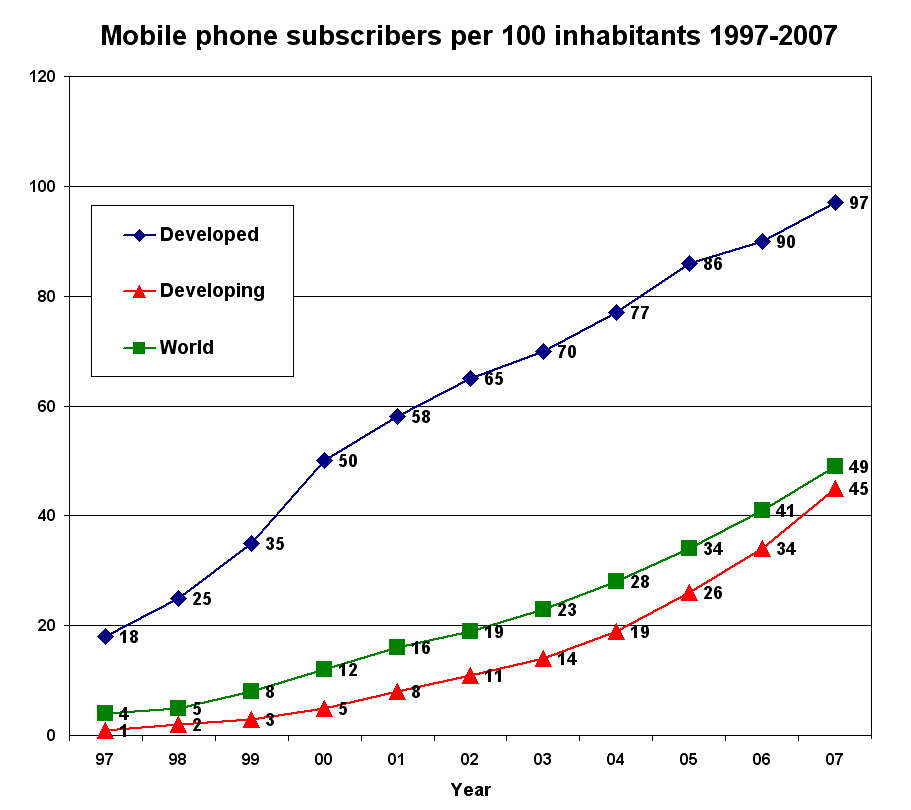
Mobile phone subscriptions, not subscribers, per 100 inhabitants 1997-2007

الهواتف النقالة ترسل وتستقبل إشارات الراديو مع أي عدد من موقع خلية محطات قاعدة مزودة ب الهوائيات الميكروويف. عادة هذه النقاط الخلوية هي التي تركب على البرج، القطب أو البناء، تقع في جميع أنحاء المناطق المأهولة بالسكان، عند وصله بجهاز كابل الاتصالات شبكة ونظام التحويل.
الهواتف لديها الطاقة المنخفضة لالإرسال التي تنقل الصوت والبيانات إلى أقرب موقع خلية، وعادة لا أكثر من 8 إلى 13 كم (حوالي 5-8 ميلا). في مناطق منخفضة التغطية، وهو مكرر خلوي يمكن أن تستخدم، والتي تستخدم لمسافات طويلة عالي المحصلة طبق هوائي أو الهوائي ياغي للتواصل مع برج الخلية البعيد خارج النطاق الطبيعي، ومكرر لإعادة بث على المدى القصير الهوائي المحلية الصغيرة التي تسمح لأي هاتف محمول في غضون بضعة أمتار من العمل بكفاءة.